# 한울고등학교
한울고등학교(한울高等學校)는 대한민국 전라남도 곡성군 목사동면 평리에 있는 공립 고등학교이다.

## 학교 연혁
- 2012년 3월 1일 : 개교
- 2012년 3월 1일 : 제1대 나대수 교장 취임
- 2015년 2월 13일 : 제1회 졸업식 2학급 40명(남 30명, 여 10명)
- 2025년 1월 8일 : 제11회 졸업식 2학급 15명(남 11명, 여 4명, 졸업생 총 273명)
- 2025년 3월 1일 : 제5대 엄재춘 교장 취임(공모)
- 2025년 3월 4일 : 제14회 입학식

## 참고 자료
- 한울고등학교 - 한국교육학술정보원 학교알리미